# Mark Penwill
Mark Penwill (...) è un attore e regista sudafricano con cittadinanza britannica.

## Biografia
Mark Penwill è nato a Città del Capo, in Sudafrica, venendo cresciuto bilingue inglese e tedesco, oltre ad aver imparato l'afrikaans durante l'infanzia e il francese nel 2006 all'Università di Oxford, dove si è laureato in lettere nel 2010. La sua carriera recitativa è iniziata nel 2015 comparendo nelle serie televisive Bluestone 42 e Tutankhamun, mentre nel 2017 compare nel film TV Aufbruch ins Ungewisse; negli anni successivi prende parte in qualità di guest star a Deutschland 86, Vagrant Queen, Grant, FDR e Warrior. Nel 2023 esordisce come regista alla direzione del cortometraggio What Would Maggie Do?, proiettato al Filmapalooza il 14 ottobre 2023. Nel 2024 compare in The Fix mentre, il 12 gennaio 2025, viene annunciato il suo ingresso nel cast dell'adattamento live action Netflix di One Piece nel ruolo di Chess a partire dalla seconda stagione.

## Filmografia

### Regista
- What Would Maggie Do? – cortometraggio (2023)
- Marie – cortometraggio (2024)

### Attore

#### Cinema
- One in the Oven, regia di Nicolai Groudev e Alasdair McCulloch – cortometraggio (2022)
- The Date, regia di Cara Rust – cortometraggio (2023)
- What Would Maggie Do?, anche regista – cortometraggio (2023)
- Marie, anche regista – cortometraggio (2024)
- The Fix, regia di Kelsey Egan (2024)

#### Televisione
- Bluestone 42 – serie TV, episodio 3x01 (2015)
- Tutankhamun – serie TV, episodio 1x02 (2016)
- Aufbruch ins Ungewisse, regia di Kai Wessel – film TV (2017)
- Deutschland 86 – serie TV, episodio 1x06 (2018)
- Vagrant Queen – serie TV, episodio 1x01 (2020)
- Grant – miniserie TV, puntata 1x01 (2020)
- FDR – miniserie TV, puntata 1x01 (2023)
- Warrior – serie TV, episodio 3x08 (2023)
- Catch Me a Killer – miniserie TV, puntata 1x05 (2024)